# یواس‌اس ماریاس (ای‌او-۵۷)
یواس‌اس ماریاس (ای‌او-۵۷) (به انگلیسی: USS Marias (AO-57)) یک کشتی بود که طول آن ۵۵۳ فوت (۱۶۹ متر) بود. این کشتی در سال ۱۹۴۳ ساخته شد.